# Lichtenstein (Familie)
Die Familie Lichtenstein, mitunter auch „Liechtenstein“, die Zweige der Lichtstein, von Lichtenstein und Franc von Lichtenstein gehen auf die Familie Oppenheimer zurück. Die ursprünglich jüdische Familie trat im frühen 17. Jahrhundert zum Christentum über.
Es besteht keine Verwandtschaft mit dem fränkischen Adelsgeschlecht Lichtenstein oder dem Fürstenhaus Liechtenstein.

## Geschichte

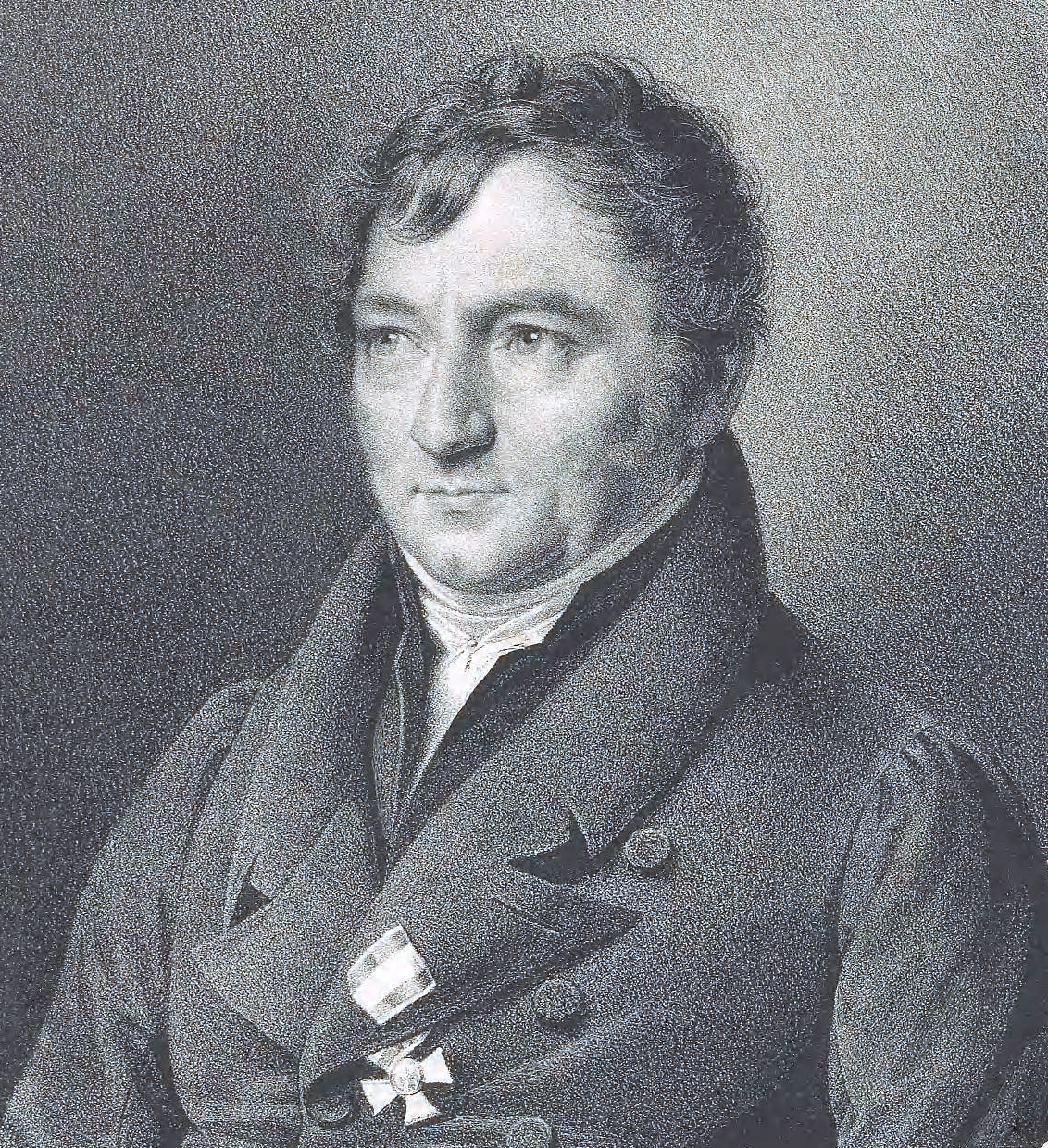
Martin Hinrich Lichtenstein (1780–1857)

Die ursprünglich jüdische Familie gelangte über Oppenheim nach Worms. Stammvater war Lewe (Leo, Leib, Löw) Oppenheim († in Worms)
1. Amschel Oppenheim († nach 1505 in Worms), verehelicht mit Edel
  1. Majer Oppenheim „Zum Hirsch“ Frankfurt am Main († 1511 in Worms) + Gutlin Weisenau (* in Weisenau; † um 1530 in Frankfurt am Main)
    1. Juda Loeb Oppenheim „Zum Riesen“ Worms, „Im roten Hirsch“ Frankfurt am Main. (* 1500; † 1572/1573 in Frankfurt am Main), ehelichte (I) Edel Weisenau († 1523 in Frankfurt am Main), sie stammte von der Familie Cohen ab und war die Tochter von Simon von Weisenau „Zum Hirsch“ und Emelin. Juda Loeb ehelichte (II) Sorlin Cayn († 23. Januar 1579 in Frankfurt am Main), Tochter des Majer Cayn (Katz) „Zur Pforte“[1]
      1. (II) Joseph „Jusbel“ Oppenheim „Zum Weissen Löwen“, „Zum Schwert“ († 1598 in Frankfurt am Main) ehelichte Bela, Tochter des Meir „Zur Leiter“. Er betrieb gemeinsam mit seinem Bruder Mosche einen schwunghaften Tuchhandel[2]
        1. Meir Oppenheim (* um 1580; † um 1640) „Zur goldenen Kante“ konvertierte am 21. Dezember 1606 zum Christentum und nahm den Namen Johann Daniel Lichtenstein an[1]. Seine Ehefrau Brendle (Brendlin) „Zur Kante“ konvertierte nicht, die gemeinsamen Kinder wurden jedoch getauft. Meir Oppenheimer/Johann Daniel Lichtenstein (1580–1640) fiel nach der Taufe 1606 vom christlichen Glauben ab, wurde wieder jüdisch und floh nach Polen. Seinen Brüdern Mosche „Zum Schwert“ und Juda Löb „Zum weißen Löwen“ unterstellte man, die Fluchthelfer gewesen zu sein. Sie flohen vor der Androhung, mittels Folter ein Geständnis zu erzwingen und wandten sich an das Kammergericht, daraufhin erließ der Rat ein Urteil, das Mosche zu einer Zahlung von 9000 Gulden und Löb zu 3000 Gulden zwang. Nach diesem Urteil ließ sich Meir 1626 erneut taufen[3]. Ein Hieronimus Lichtenstein aus Altona findet sich mit Taufen seiner Kinder 1634 und 1642 in Hamburg wieder, ob es sich um Meirs Sohn handelt, ist in den Quellen widersprüchlich.
          1. Sara Oppenheim wurde Ursula Lichtenstein[4]
          2. Joseph Oppenheim wurde Hieronimus Achilles Lichtenstein[4]
          3. Süßkind Meyer (* 26. März 1606 in Frankfurt am Main; † 6. Februar 1682) erhielt den Namen Georg Philipp Josef Lichtenstein (Lichtstein). Er machte seine philosophischen Studien in Gießen und Marburg, die theologischen in Straßburg und war ab dem 20. Februar 1634 mehrere Jahre in der Nähe von Frankfurt Pfarrer, ehe er im Jahre 1657 die Pfarrstelle der St.-Katharinen-Kirche antrat.[5]
            1. Maria Elisabeth Lichtstein ehelichte (I) Iohann Philipp Benckher (1637–1681), Pfarrer, (II) Iohann Simon Franck (* 1644), Bürger, Lehrer und Prorektor des Gymnasiums in Frankfurt am Main, erhielt 1697 den Reichsadel als Franc von Lichtenstein (Liechtenstein)[6]
              1. (I) Iohann Friedrich Benckher (Benckert, Beninhet), Advokat in Frankfurt am Main[7]
              2. (II)  Iohann Simon Franc von Lichtenstein (* 12. Juni 1686; † 13. März 1755), Advokat, Thurn und Taxis’scher Rat, ab 1732 Syndicus in Frankfurt am Main. Im Jahre 1742 erhielt er die kleine Hofpfalzgrafenwürde[8], er ehelichte Maria Elisabeth Schneider aus einem Patriziergeschlecht.
                1. Iohann Simon Franc von Lichtenstein (* 13. Februar 1720; † 17. Dezember 1793), Advokat in Frankfurt am Main[9]

### Namensträger
- Hieronimus Lichtenstein wurde nach dem Abfall des Vaters von Christentum Rabbiner, bekannte sich erneut zur christlichen Taufe und wurde protestantischer Pfarrer, so weit die Familiengeschichte der Nachfahren, sicher ist, er taucht in Altona auf und wurde von Jodocus Edzardi Glanäus in der St.-Michaelis-Kirche 1626 getauft.[10]

1. Arnold Arendt Lichtenstein (* 13. November 1642 in Hamburg; † um 1690 in Hamburg)[11], Drucker[12]
  1. Esdras Marcus Lichtenstein (* 26. April 1666 in Hamburg; † 14. Februar 1710 in Aurich), sein Pate war der Gelehrte Esdras Edzardus (1629–1708). Er war Pfarrer und Gründer der lutherischen Gemeinde Dublin, dort unter dem Namen „Esdras Marcus Lightenstone“ bekannt geworden. Lichtenstein wurde 1689 durch die lutherischen Geistlichen zu London zum Kaplan beim Regiment des Kurfürsten von Brandenburg ordiniert, nahm an den Feldzügen in Irland und Flandern teil, ehe er in das Regiment des Grafen Steenbock versetzt wurde. Nach der Auflösung des Regimentes 1697 kehrte er nach London zurück und wurde am 26. März 1698 nach Dublin versetzt.[13] Am 14. September 1704 wurde er als Prediger nach Dornum in Ostfriesland berufen, 1705 nach Aurich. Nach zwei Ehen in Dublin ehelichte er am 29. September 1705 Anna Catharina Pfeiffer (* 5. März 1670; † 30. August 1741), Tochter eines Tabakhändlers aus Hamburg[14].
    1. (III) Johann Joachim Dietrich Lichtenstein (* 17. Juli 1706 in Aurich; † 23. Januar 1773 in Braunschweig), Hofrat und Bürgermeister von Helmstedt[15]
      1. Johann Peter Lichtenstein, königlich dänischer Oberstleutnant und Vice-Gouverneur von Tranquebar (Tharangambadi). Erhoben in den dänischen Adelsstand am 17. Dezember 1777.[16]
        1. Franz von Lichtenstein († 1802), königlich dänischer Regierungsrat, mit ihm starb das Geschlecht 1802 wieder ab.

      2. Georg Rudolph Lichtenstein (* 1747 in Helmstedt; † 1807 in Braunschweig), Professor der Medizin an der Universität Helmstedt, Arzt und Apotheker[17]
        1. August Gerhard Gottfried Lichtenstein (* 1780)

      3. Anton August Heinrich Lichtenstein (* 25. August 1753 in Helmstedt; † 17. Februar 1816 in Helmstedt), lutherischer Theologe und Bibliothekar[18]. Er war im Jahre 1777 Rektor an der Gelehrtenschule des Johanneums in Hamburg und im Jahr 1782 Professor für Orientalische Sprachen. Ab Jahr 1798 war er Professor der Theologie, Generalsuperintendent und erster Prediger an der St.-Stephani-Kirche (Helmstedt)[19]. Er ehelichte am 29. Oktober 1777 Henriette Louise Berkhan (* 1. April 1755; † 6. März 1824) und hatte mit ihr sieben Kinder:
        1. Johann Carl Christian Lichtenstein starb noch im ersten Lebensjahr
        2. Martin Hinrich (Heinrich) Carl Lichtenstein (* 10. Januar 1780 in Hamburg; † 2. September 1857 auf See zwischen Korsör und Kiel, beerdigt in Kiel), Arzt, Forscher und Zoologe. Er war der erste Direktor des Berliner Zoologischen Gartens, dessen Aktien die Brüder Georg Oppenheimer (1890–1940) und Dr. Ernst Adolf Oppenheimer (1888–1962) aus Michelfeld besaßen[20].
        3. Catharina Lucie Sophie Lichtenstein ehelichte Friedrich August Hoffmeister († 1832), Abt zu Wolfenbüttel
        4. Johann Georg August Lichtenstein (* 26. Mai 1783 in Hamburg; † 11. Februar 1858 in Montpellier), Kaufmann in Montpellier, verehelicht mit Jeanne Henriette Bazile (* 4. August 1791; † 26. September 1851)
          1. Wilhelm Auguste Jules Lichtenstein (* 15. April 1818; † 30. November 1886 in Montpellier)[21], Entomologe

        5. Johann Nicolas Ludwig Lichtenstein († 1787)
        6. Johanna Marie Christiane Lichtenstein, verheiratet mit Friedrich Peter Christian Bernewitz, Prediger zu Neuenburg im Kurland
        7. Dr. Johann (Hans) Nicolas Heinrich Lichtenstein (* 4. März 1787 in Hamburg; † 10. August 1848), Arzt, verehelicht mit Laura von Heyking (* 24. April 1789). Aus der Ehe gingen 8 Kinder hervor.[22]

    2. (III) Christiane Sophie Lichtenstein († 1772 in Helmstedt)

„Dr. Martin Hinrich Carl Lichtenstein, Ritter des kgl. preuss. rothen Adler-Ordens 2. Cl. mit Eichenlaub, Comthur des kgl. sächsisch. Civ.-Verd.-Ordens, Ritter des k. russisch. St. Stanisl.- Ordens 2. Cl. und St. Wladim.-Ordens 4. Cl., der k. franz. Ehrenlegion und des kgl. niederländ. Löwen-Ordens, königl. preuss. Geh. Ober-Medicinalrath, ord. Prof. der Naturgeschichte und Zoologie an der Univ. zu Berlin, erster Director des zoolog. Museums und des kgl. zoolog. Gartens daselbst; ord. Mitglied der königl. Akademie der Wissensch. in Berlin. Mitglied der Akademie den 26. Aug. 1818; cogn. Hanno. Geb. zu Hamburg den 10. Januar 1780, gest. auf der Reise von Corsör nach Kiel den 3. Septbr. 1857.“